# Electrophoresis
Electrophoresis ist eine wissenschaftliche Zeitschrift, die vom Wiley-Verlag veröffentlicht wird. Die erste Ausgabe erschien im April 1980. Derzeit erscheint die Zeitschrift alle zwei Wochen. Es werden Artikel veröffentlicht, die sich mit allen Aspekten der Elektrophorese sowie der Flüssigphasentrennung (z. B. HPLC) befassen.
Der Impact Factor lag im Jahr 2019 bei 3,081. Nach der Statistik des ISI Web of Knowledge wird das Journal mit diesem Impact Factor in der Kategorie biochemische Forschungsmethoden an 26. Stelle von 77 Zeitschriften und in der Kategorie analytische Chemie an 28. Stelle von 86 Zeitschriften geführt.
Chefredakteure sind Blanca H. Lapizco-Encinas und Hermann Wätzig.